# 経済雑誌社
経済雑誌社（けいざいざっししゃ）は、『日本開化小史』の筆者として知られる田口卯吉が1879年（明治12年）に設立した出版社。経済専門雑誌『東京経済雑誌』を発行。

## 概要
田口卯吉は1878年（明治11年）大蔵省を辞職して、翌1879年、当時大蔵省に奉職していた岩崎小二郎と第一国立銀行頭取であった渋沢栄一らの援助を得て経済雑誌社を設立、イギリスの『エコノミスト』誌を範とした『東京経済雑誌』を創刊した。イギリス古典派経済学を思想的基盤とした田口は、『東京経済雑誌』において多くの論説を発表、自由貿易主義の立場で論陣を張り、経済評論の第一人者の地位を確立した。乗竹孝太郎は、会社設立と同時に入社し、『東京経済雑誌』の編集や欧米経済雑誌の翻訳に当たったが、のちに退社した。乗竹は1905年（明治38年）の田口の死後、経済雑誌社にもどり、社長をひきついでいる。
1920年に東京経済雑誌社に社名変更し、1923年まで継続した。その後の消息は不明。
徳富蘇峰の出世作となった『将来之日本』も1886年（明治19年）に同社から刊行されたものである。

## 東京経済雑誌
経済雑誌社が発行し同社の主たる発行物である『東京経済雑誌』は日本で最初の経済専門雑誌である。1879年（明治12年）1月に隔週刊で発行され、やがて週刊になる。1923年（大正12年）9月の廃刊まで、計2138号まで発行された。日本ではじめてアダム・スミスの『国富論』の翻訳出版を手がけた石川暎作は創刊当初より『東京経済雑誌』の編集にあたり、その社説を起草している。
自由主義的な経済論・財政論を展開し正確な経済統計や市況を掲載することで読者の評価を得ていた。ライバル誌には犬養毅らを擁し、保護主義的経済論的な立場にある『東海経済新報』があり、たがいに論争をすることもあった。1890年代には綿花輸入税・綿糸輸出税にかかわる両税廃止運動に関して、賛成の立場をとった。なお、1890年（明治23年）から1891年（明治24年）にかけては、保護主義を掲げる大島貞益が『東京経済雑誌』誌上で両税廃止反対の論陣を張っている。
1900年（明治33年）、田口卯吉の遠戚にあたる地理学者河田羆が、田口の依頼を受けて『東京経済雑誌』に連載をはじめている。
明治から大正時代の経済史及び思想史の研究には重要な雑誌である。

### 復刻本
1981-1996年にかけて日本経済評論社から東京経済雑誌の全巻2138冊の復刻版が発行される。